# Julius Hermann Schultes
Julius Hermann Schultes (Wenen, 4 februari 1804 - München, 1 september 1840) was een Oostenrijks botanicus.
Schultes volgde een studie geneeskunde aan de Landshut-universiteit en hield praktijk in Wenen. Hij was coauteur van de Roemer & Schultes-editie van Systema vegetabilium met zijn vader Josef August Schultes.